# Cryptus rufoplagiatus
Cryptus rufoplagiatus là một loài tò vò trong họ Ichneumonidae.